# MTV Latin
MTV Latin (auch MTV Latino oder MTV Latinoamérica), ein lateinamerikanischer Ableger von MTV, ist ein Sender im Kabelfernsehnetz Mexikos, Argentiniens und anderer lateinamerikanischer Länder.
Am 1. Oktober 1993 ging er erstmals auf Sendung. Er begann mit der Ausstrahlung von spanischsprachigen Musikvideos, aber in den letzten Jahren werden zunehmend auch Videos in englischer Sprache sowie Fernsehserien auf Spanisch und Englisch gesendet.
Der Sitz des Senders ist in Miami Beach, jedoch werden von Mexiko-Stadt aus die nördlichen Regionen Lateinamerikas, einschließlich Teilen der USA und der Karibik, bedient. Von Kolumbien aus wird Mittelamerika und von Buenos Aires aus die südlichen Regionen Lateinamerikas versorgt.
MTV Latin ist in folgenden lateinamerikanischen Ländern zu empfangen:
- Argentinien
- Bolivien/Paraguay/Uruguay
- Chile
- Zentralamerika (Costa Rica, El Salvador, Guatemala, Honduras, Nicaragua)
- Dominikanische Republik
- Ecuador
- Kolumbien
- Mexiko
- Panama
- Peru
- Venezuela

In Brasilien existiert ein eigenständiger, portugiesischsprachiger MTV-Ableger.